# کلاور استودیو
کلاور استودیو (انگلیسی: Clover Studio) شرکت بازی ویدئویی ژاپنی است، که در سال ۲۰۰۴ تأسیس شد.